# Proagonistes pliomelas
Proagonistes pliomelas är en tvåvingeart som beskrevs av Speiser 1907. Proagonistes pliomelas ingår i släktet Proagonistes och familjen rovflugor. Inga underarter finns listade i Catalogue of Life.